# Червоні штати та сині штати

Підсумок результатів президентських виборів 2008, 2012, 2016 та 2020 років
Штати, які проголосували за кандидата-республіканця на всіх чотирьох виборах
Штати, які проголосували за кандидата-республіканця на трьох із чотирьох виборів
Штати, які проголосували за кожну партію двічі
Штати, які проголосували за кандидата-демократа на трьох із чотирьох виборів
Штати, які голосували за кандидата-демократа на всіх чотирьох виборах

Поштатова партійна приналежність на час 117-го скликання Конгресу та Сенату США. Від Вермонту та Мену по одному незалежному сенаторові (Берні Сандерс і Анґус Кінґ відповідно)

З часу президентських виборів у США 2000 року червоними та синіми називають ті штати, чиї виборці переважно обирають кандидатів у президенти від Республіканської (червоні) або від Демократичної партії (сині). З того часу застосування термінів розширилось на розрізнення між штатами, що сприймаються як ліберальні, та штатами, що сприймаються як консервативні. Дослідження закономірностей партійної підтримки в межах окремих штатів показали, що географічні зміни партійних баз підтримки відбуваються на штатовому рівні, втім такий поділ є дещо складнішим на місцях, де здебільшого партійна підтримка залежить від того, міська чи сільська це місцевість.
У всіх штатах є як ліберальні, так і консервативні виборці, а самі штати лише виглядають синіми або червоними на виборчій карті через застосування більшістю штатів мажоритарної системи обрання до Колегії виборщиків. Втім, сприйняття деяких штатів як «синіх» або як «червоних» закріпилось певною стабільністю результатів виборів. Від виборів 2000 року до виборів 2004 року лише три штати змінили свій «колір», і, станом на 2016 рік, 37 з 50 штатів голосували за ту саму партію на кожних президентських виборах від часу популяризації червоно-синьої термінології 2000 року.

## Походження колірної гами
Червоний і синій також є кольорами прапора США. Традиційно, укладачі політичних карт, щонайменше в 20-му сторіччі, використовували синій колір для зображення як сучасних Республіканської, так і давнішої Федералістської партії. Така традиція може бути спадком Громадянської війни, в час якої переважно республіканська північ вважалась «синьою». Однак, тогочасний виробник комерційно успішних карт продавав їх разом із синіми олівцями для позначення сил Конфедерації, в той час як червоний колір призначався для Союзу.
Навіть раніше, під час президентських виборів 1888 року, Ґровер Клівленд та Бенджамін Гаррісон використовували карти, на яких Республіканці позначались синім, кольором який асоціювався з Союзом та «Партією Лінкольна», червоний колір відводився для Демократів. Самі ж партії не мали офіційних кольорів, а кандидати від партії використовували один або обидва національні кольори — червоний і синій (білий не підходив для друкованих матеріалів).
Мав місце один історичний випадок як прояв правила боса із застосуванням синього кольору для Демократів і червоного для Республіканців. Наприкінці 19-го—на початку 20-го сторіччя виборчі комісії техаських округів використовували колірне кодування для допомоги іспаномовним та неграмотним в ідентифікації партій. Утім, така система не вживалась повсякчас у Техасі та не була перебрана ніяким іншим штатом. 1908 року The New York Times надрукували спеціяльну колірну карту, використовуючи синій колір для позначення Демократів та жовтий для Республіканців, аби підкреслити перемогу Теодора Рузвельта на виборах 1904 року. Того ж року кольоровий додаток до липневого випуску Washington Post використовував червоний для схильних до Республіканців штатів і синій для схильних до Демократів штатів, жовтий для «штатів, що сумніваються», та зелений для територій, що не мали президентського голосу.

### Обмін первісними кольорами
Значення кольорів в американські політиці суперечить давній традиції, за якої червоні символи (як-от червоний прапор чи червона зірка) асоціюється з політикою лівих рухів, а сині символи, як контраст —з правими рухами. Так, до 1980 року Демократи часто позначались червоним кольором, а Республіканці — синім. Згідно з The Washington Post, терміни «червоних» та «синіх» штатів були вперше використані журналістом Тімом Рассертом під час телепрограми на тему президентських виборів 2000 року. Це не були перші вибори, під час яких новинні ЗМІ використовували кольорові карти для зображення вподобань виборців у різних штатах, але це був перший випадок застосування нині стандартної колірної гами; до виборів 2000 року кольори часто вживались навпаки, або використовувались цілком інші кольори

## Демографія

### Переможці президентських виборів за штатом з 1972 року
Республіканець з відривом понад 5%       Республіканець з відривом менше 5%       Демократ з відривом понад 5%       Демократ з відривом менше 5%       Здобув найбільше виборщиків
| Рік                           | 1972             | 1976          | 1980           | 1984           | 1988             | 1992             | 1996         | 2000          | 2004          | 2008         | 2012        | 2016               | 2020             |
| ----------------------------- | ---------------- | ------------- | -------------- | -------------- | ---------------- | ---------------- | ------------ | ------------- | ------------- | ------------ | ----------- | ------------------ | ---------------- |
| Кандидат від Демократів       | Джордж Макґоверн | Джиммі Картер | Джиммі Картер  | Волтер Мондейл | Майкл Дукакіс    | Білл Клінтон     | Білл Клінтон | Альберт Ґор   | Джон Керрі    | Барак Обама  | Барак Обама | Гілларі Р. Клінтон | Джозеф Р. Байден |
| Кандидат від Республіканців   | Річард Ніксон    | Джеральд Форд | Рональд Рейґан | Рональд Рейґан | Джордж Г. В. Буш | Джордж Г. В. Буш | Боб Доул     | Джордж В. Буш | Джордж В. Буш | Джон Маккейн | Мітт Ромні  | Дональд Трамп      | Дональд Трамп    |
| Більшість голосів національно | Ніксон           | Картер        | Рейґан         | Рейґан         | Буш              | Б. Клінтон       | Клінтон      | Ґор           | Буш           | Обама        | Обама       | Г. Клінтон         | Байден           |

## Чит. також
- Starkey, David (2007). Living Blue in the Red States. Lincoln, NE: University of Nebraska Press. ISBN 978-0-8032-6008-5.
- The Urban Archipelago: It's the Cities, Stupid. The Stranger. Архів оригіналу за 29 квітня 2011. Процитовано 3 листопада 2010.